# TOEIC
TOEIC, viết tắt của Test of English for International Communication – Bài kiểm tra tiếng Anh giao tiếp quốc tế, là một chứng chỉ tiếng Anh quốc tế về giao tiếp dành cho người đi làm không phải là người sử dụng tiếng Anh làm tiếng mẹ đẻ, đặc biệt là những đối tượng muốn sử dụng tiếng Anh trong môi trường giao tiếp và làm việc quốc tế. Kết quả của bài thi TOEIC phản ánh mức độ thành thạo khi giao tiếp bằng tiếng Anh trong các hoạt động như kinh doanh, thương mại, du lịch.

## Lịch sử hình thành
Viện Khảo thí giáo dục Hoa Kỳ (Educational Testing Service - ETS) Hoa Kỳ đã phát triển chương trình trắc nghiệm TOEIC dựa trên cơ sở tiền thân của nó là chương trình trắc nghiệm TOEFL, theo một đề nghị từ Liên đoàn Doanh thương Nhật Bản (Keidanren) kết hợp với Bộ Công thương Quốc tế Nhật Bản (MITI) (nay là Bộ Kinh tế, Thương mại và Công nghiệp Nhật Bản (METI). Báo Asahi Shimbun đã phỏng vấn Yasuo Kitaoka, nhân vật trung tâm của đội ngũ có ý tưởng về chương trình trắc nghiệm TOEIC này. Do đó chương trình trắc nghiệm TOEIC có thể được xem là một chương trình lai Mỹ - Nhật.
Kì thi này được lập ra nhằm đánh giá trình độ thông thạo tiếng Anh của các đối tượng sử dụng ngôn ngữ này như một ngoại ngữ. Trước đây, chỉ có các công ty tập đoàn mới cần đến kì thi TOEIC, nhưng kì thi này hiện đã được phổ biến đối với các sinh viên vừa tốt nghiệp đại học vì điểm số TOEIC đóng vai trò quan trọng trong việc họ có được tuyển dụng hay không. Cần chú ý là chứng chỉ TOEIC chỉ có hiệu lực trong vòng 2 năm.

### Cấu trúc ban đầu
Khởi thủy, TOEIC là một bài kiểm tra trắc nghiệm bao gồm 200 câu hỏi. Những câu này chia đều cho hai phần - Nghe hiểu và Đọc. Bài thi kéo dài trong hai giờ. Mỗi thí sinh nhận được điểm độc lập cho hai phần thi nghe hiểu và đọc trên một thang điểm từ 5 đến 495 điểm. Tổng điểm cộng lại có thang từ 10 đến 990 điểm. Chứng chỉ TOEIC có 5 màu, tùy theo kết quả: cam (10-215), nâu (220-465), xanh lá cây (470-725), xanh da trời (730-855) và vàng (860-990).
Trong phần thi Nghe hiểu, các thí sinh phải lắng nghe các cuộc hội thoại ngắn, các câu, câu hỏi và các bài nói ngắn để trả lời câu hỏi. Phần này bao gồm 100 câu hỏi. Thí sinh sẽ hoàn tất phần thi Nghe hiểu này trong 45 phút.
Phần Đọc bao gồm 100 câu hỏi về đọc và chia làm ba loại - câu chưa hoàn chỉnh, nhận ra lỗi sai, và đọc hiểu. Thí sinh có thể trả lời các câu hỏi trong phần này tùy vào tốc độ làm bài của mình. Thời gian để hoàn tất phần thì này là 75 phút.
Những kiến thức chuyên môn hay từ vựng không được đề cập đến trong kì thi TOEIC.

### Những cải tiến mới
Sau một thời gian nghiên cứu, Viện Khảo thí Giáo dục Hoa Kỳ (ETS) đã thiết kế lại bài thi TOEIC, mang các đặc trưng của bài thi TOEIC cũ với thời gian thi, hình thức tổ chức thi và mức độ khó của đề thi không thay đổi. Thang điểm của bài thi TOEIC mới vẫn giữ nguyên và điểm số của hai bài thi TOEIC cũ và mới hoàn toàn tương thích nhau. Tuy nhiên, có cập nhật nội dung để duy trì tính khách quan, chính xác và hiệu quả của bài thi.
Việc đánh giá khả năng ngôn ngữ trong bài thi TOEIC mới được cải tiến bằng hệ thống câu hỏi phản ánh các ngữ cảnh cụ thể trong môi trường làm việc quốc tế hiện đại. Không phải tất cả các câu hỏi đều thay đổi, trong một số tình huống, thí sinh có cơ hội chứng minh khả năng ngôn ngữ của mình bằng cách lựa chọn câu trả lời phù hợp nhất với ngữ cảnh. Nói một cách khác, bài thi sẽ đánh giá tốt hơn phản ứng của thí sinh trong ngữ cảnh cụ thể tại nơi làm việc.
Bên cạnh đó, ETS tiếp tục duy trì tính chính xác và chất lượng của chương trình TOEIC nguyên bản. Thang điểm TOEIC vẫn không thay đổi (từ 5 đến 495 điểm cho mỗi phần thi Nghe hiểu và Đọc hiểu). Mức độ khó của bài thi TOEIC vẫn được giữ nguyên. Nhiều loại câu hỏi cũng không thay đổi.

### Điểm khác biệt cơ bản
Mặc dù phiên bản mới vẫn giữ một số đặc điềm cơ bản như Thời gian thi: 2 giờ (Đọc hiểu: 75 phút, Nghe hiểu: 45 phút), Số lượng câu hỏi: 200 câu, Mức độ khó của bài thi TOEIC không đổi, Thang điểm giữ nguyên, nhưng vẫn có một số khác biệt.
Ngoài ra, còn có thêm một sự thay đổi khác nữa về ngữ âm trong phần nghe hiểu. Sẽ có một số ví dụ về giọng Anh - Mỹ (Bắc Mỹ), giọng Anh – Canada, giọng Anh – Anh và giọng Anh – Úc. Những ngữ âm này xuất hiện không đáng kể nhưng phản ánh những kiểu giọng tiếng Anh khác nhau đã được đào tạo và sử dụng trong môi trường làm việc quốc tế, chú trọng đến các ngữ cảnh ngôn ngữ cụ thể. Chính vì vậy đòi hỏi người học phải có phương pháp tổng hợp và khả năng nhận biết, tích hợp thông tin.
Năm 2016, ETS đã có một vài điểu chỉnh nhỏ về cấu trúc đề thi TOEIC. Xem chi tiết tại thông báo của ETS.
Ngày 15/8/2018 IIG chính thức công bố format của đề thi TOEIC mới nhất cho TOEIC Reading & Listening tại Việt Nam. Cấu trúc đề thi TOEIC mới sẽ áp dụng bắt đầu từ ngày 15/2/2019. Sau đó, thời gian áp dụng cấu trúc thi mới được thông báo lùi lại đến 1/6/2019.
| Phần thi | Mục thi                             | Phiên bản cũ                                                            | Phiên bản mới                                             | Ghi chú | Phiên bản từ 1/6/2019                     | Ghi chú cho phiên bản 1/6/2019 |
| -------- | ----------------------------------- | ----------------------------------------------------------------------- | --------------------------------------------------------- | --- | ----------------------------------------- | --- |
| NGHE     | Câu hỏi hình ảnh                    | 20 câu                                                                  | 10 câu                                                    | - Giảm số câu hỏi hình ảnh - Sử dụng giọng đọc tiếng Anh với các ngữ âm khác nhau, như: Anh - Mỹ, Anh – Anh, Anh – Canada và Anh – Úc. - Câu hỏi không chỉ được viết mà còn được đọc qua băng casset - Thay các câu hỏi riêng lẻ bằng nhóm các câu hỏi | 6 câu                                     | |
| NGHE     | Hỏi và trả lời                      | 30 câu                                                                  | 30 câu                                                    | - Giảm số câu hỏi hình ảnh - Sử dụng giọng đọc tiếng Anh với các ngữ âm khác nhau, như: Anh - Mỹ, Anh – Anh, Anh – Canada và Anh – Úc. - Câu hỏi không chỉ được viết mà còn được đọc qua băng casset - Thay các câu hỏi riêng lẻ bằng nhóm các câu hỏi | 25 câu                                    | Xuất hện các từ tắt như want to-wanna, got to-gotta |
| NGHE     | Hội thoại ngắn                      | 30 câu (30 đoạn hội thoại, mỗi đoạn hội thoại có một câu hỏi tương ứng) | 30 câu (10 đoạn hội thoại, mỗi đoạn có 3 câu hỏi)         | - Giảm số câu hỏi hình ảnh - Sử dụng giọng đọc tiếng Anh với các ngữ âm khác nhau, như: Anh - Mỹ, Anh – Anh, Anh – Canada và Anh – Úc. - Câu hỏi không chỉ được viết mà còn được đọc qua băng casset - Thay các câu hỏi riêng lẻ bằng nhóm các câu hỏi | 39 câu                                    | - Xuất hiện các đoạn hội thoại có ba người nói thay vì 2 người - Người thi phải kết hợp những gì nghe được với biểu đồ/ bảng biểu cho sẵn để trả lời câu hỏi. - Có câu hỏi buộc người đọc phải dựa vào những gì nghe được để đoán ý người nói. |
| NGHE     | Cuộc nói chuyện ngắn hoặc độc thoại | 20 câu (có từ 6 đến 9 đoạn, tương ứng từ 2 đến 4 câu hỏi cho mỗi đoạn)  | 30 câu (10 đoạn, mỗi đoạn có 3 câu hỏi)                   | - Giảm số câu hỏi hình ảnh - Sử dụng giọng đọc tiếng Anh với các ngữ âm khác nhau, như: Anh - Mỹ, Anh – Anh, Anh – Canada và Anh – Úc. - Câu hỏi không chỉ được viết mà còn được đọc qua băng casset - Thay các câu hỏi riêng lẻ bằng nhóm các câu hỏi | 30 câu                                    | - Có dạng bài người thi phải kết hợp thông tin nghe với biểu đồ, hình ảnh được cho sẵn để trả lời. |
| ĐỌC      | Hoàn thành câu                      | 40 câu                                                                  | 40 câu                                                    | - Lược bỏ các câu hỏi của phần Tìm lỗi trong câu - Thêm loại câu hỏi Hoàn thành đoạn văn - Gộp nhóm câu hỏi đọc hiểu dựa trên 2 đoạn văn có chủ đề liên quan                                                                                           | 30 câu                                    | |
| ĐỌC      | Hoàn thành đoạn văn                 | 20 câu (Tìm lỗi trong câu)                                              | 12 câu hỏi (gồm 4 đoạn văn, mỗi đoạn 3 câu hỏi tương ứng) | - Lược bỏ các câu hỏi của phần Tìm lỗi trong câu - Thêm loại câu hỏi Hoàn thành đoạn văn - Gộp nhóm câu hỏi đọc hiểu dựa trên 2 đoạn văn có chủ đề liên quan                                                                                           | 16 câu                                    | - Có dạng bài tập bắt người thi điền một câu vào chỗ trống thay vì chỉ điền từ/ cụm từ. |
| ĐỌC      | Đọc hiểu                            | 40 câu                                                                  | 48 câu (đoạn đơn: 28 câu, đoạn kép: 20 câu)               | - Lược bỏ các câu hỏi của phần Tìm lỗi trong câu - Thêm loại câu hỏi Hoàn thành đoạn văn - Gộp nhóm câu hỏi đọc hiểu dựa trên 2 đoạn văn có chủ đề liên quan                                                                                           | 54 câu(đoạn đơn 29 câu, đoạn phức 25 câu) | - Xuất hiện bài đọc bao gồm 3 đoạn. - Có bài đọc dạng tin nhắn điện thoại, chat, … - Xuất hiện câu hỏi yêu cầu người thi điền câu vào chỗ trống.                                                                                               |

## Kỳ thi TOEIC ngày nay
Mỗi năm có khoảng hơn 14 triệu người tham dự kì thi TOEIC, điều này đã nâng tầm quan trọng của kì thi và làm cho nó trở thành một kì thi tiếng Anh phổ biến nhất ngày nay. Kì thi TOEIC được các khách hàng công ty quan tâm đặc biệt. Những doanh nghiệp này dựa vào điểm số TOEIC làm tiêu chuẩn tuyển dụng nhân viên và quyết định thăng chức hay tiến cử một nhân viên nào đó tu nghiệp nước ngoài.
Các trường Đại học và các trường ngoại ngữ dùng bài kiểm tra TOEIC để đánh giá sự tiến bộ trong việc học tiếng Anh đối với các sinh viên của họ, kì thi xếp lớp và cấp cho sinh viên một tín chỉ có giá trị quốc tế.

## TOEIC 4 kỹ năng
Ngoài bài thi TOEIC truyền thống (Listening & Reading), bạn có thể tham dự thêm bài thi TOEIC Speaking & Writing để có thể đáp ứng cả bốn kỹ năng Nghe – Nói – Đọc – Viết mà nhiều vị trí ứng tuyển đòi hỏi. TOEIC 4 kỹ năng xuất hiện lần đầu tiên tại Việt Nam vào ngày 15 tháng 11 năm 2009. Theo khuyến nghị của ETS, nếu đạt trên 500 điểm với bài thi TOEIC Listening & Reading thì bạn nên tham dự cả bài thi TOEIC Speaking & Writing để đánh giá đầy đủ cả hai kỹ năng Nói & Viết. Điểm số của bài thi này được chia ra các cấp độ khác nhau được gọi là "các cấp độ thành thạo" (proficiency levels) chứ không dùng thang điểm như bài thi TOEIC Listening & Reading.
Bài thi TOEIC Speaking & TOEIC Writing bao gồm 2 phần, được thực hiện trong tổng thời gian 80 phút. Mức điểm cho mỗi phần Speaking hoặc Writing nằm trong khoảng từ 0 đến 200 điểm. Tổng điểm của hai phần là 400 điểm.
1. Speaking

 Phần thi bao gồm 11 câu hỏi được thực hiện trong thời gian 20 phút. TOEIC Speaking đánh giá khả năng giao tiếp tiếng Anh trong bối cảnh cuộc sống hàng ngày và môi trường làm việc quốc tế cần sử dụng tiếng Anh. TOEIC Speaking là thước đo khả năng phát âm, diễn đạt bày tỏ ý kiến mạch lạc, tiếp thu và xứ lý nhằm đưa ra phản hồi chính xác. Quy đổi điểm của TOEIC Listening và Reading.
| Câu hỏi | Kỹ năng                                                           | Tiêu chí đánh giá                                                                           |
| 1 – 2   | Đọc to một đoạn văn có sẵn chuẩn bị trong vòng 45s và trả lời 45s | + Phát âm + Ngữ điệu + Trọng âm                                                             |
| 3       | Miêu tả một bức tranh                                             | + Phát âm, ngữ điệu, trọng âm + Ngữ pháp, từ vựng, tính liên kết + Tương thích với nội dung |
| 4 – 6   | Trả lời câu hỏi                                                   | + Phát âm, ngữ điệu, trọng âm + Ngữ pháp, từ vựng, tính liên kết + Tương thích với nội dung |
| 7 – 9   | Trả lời câu hỏi sử dụng thông tin cho sẵn                         | + Phát âm, ngữ điệu, trọng âm + Ngữ pháp, từ vựng, tính liên kết + Tương thích với nội dung |
| 10      | Đưa ra giải pháp                                                  | + Phát âm, ngữ điệu, trọng âm + Ngữ pháp, từ vựng, tính liên kết + Tương thích với nội dung |
| 11      | Trình bày quan điểm                                               | + Phát âm, ngữ điệu, trọng âm + Ngữ pháp, từ vựng, tính liên kết + Tương thích với nội dung |

2. Writing
 Phần thi bao gồm 8 câu hỏi được thực hiện trong thời gian 60 phút. Đánh giá khả năng viết tiếng Anh cho mục đích giao tiếp trong cuộc sống hàng ngày và môi trường làm việc quốc tế. 
| Câu hỏi | Kỹ năng                           | Tiêu chí đánh giá                                                            |
| 1 – 5   | Viết câu theo 1 bức tranh cho sẵn | + Ngữ pháp + Tương thích câu trả lời với bức tranh đưa ra                    |
| 6 -7    | Trả lời một yêu cầu bằng văn bản  | + Từ vựng + Chất lượng và sự đa dạng trong mẫu câu sử dụng                   |
| 8       | Viết bài luận trình bày quan điểm | + Các ý bổ trợ cho quan điểm + Ngữ pháp + Từ vựng + Tổ chức sắp xếp bài viết |

Cách tính điểm thi và quy đổi điểm TOEIC Speaking và Writing
Điểm số phần Nói (Speaking)
| Câu hỏi         | Điểm số       |
| Câu hỏi 1 – 9   | Từ 0 – 3 điểm |
| Câu hỏi 10 - 11 | Từ 0 – 5 điểm |

Điểm số phần Viết - Writing
| Câu hỏi       | Điểm số       |
| Câu hỏi 1 – 5 | Từ 0 – 3 điểm |
| Câu hỏi 6-7   | Từ 0 – 4 điểm |
| Câu hỏi 8     | Từ 0 – 5 điểm |

Từ tổng số điểm số cụ thể của mỗi phần trên, kết quả bài thi được quy ra các mức điểm từ 0 - 200 điểm trên thang điểm TOEIC thực tế, tương ứng với trình độ khả năng sử dụng tiếng Anh giao tiếp của mỗi người. 

## Một số mức điểm TOEIC tham khảo
- TOEIC 100 – 300 điểm: Trình độ cơ bản. Khả năng giao tiếp tiếng Anh kém.
- TOEIC 300 – 450 điểm: Có khả năng hiểu & giao tiếp tiếng Anh mức độ trung bình. Là yêu cầu đối với học viên tốt nghiệp các trường nghề, cử nhân các trường Cao đẳng (hệ đào tạo 3 năm).
- TOEIC 450 – 650 điểm: Có khả năng giao tiếp tiếng Anh khá. Là yêu cầu chung đối với sinh viên tốt nghiệp Đại học hệ đào tạo 4-5 năm; nhân viên, trưởng nhóm tại các doanh nghiệp có yếu tố nước ngoài.
- TOEIC 650 – 850 điểm: Có khả năng giao tiếp tiếng Anh tốt. Là yêu cầu đối với cấp trưởng phòng, quản lý điều hành cao cấp, giám đốc trong môi trường làm việc quốc tế.
- TOEIC 850 – 990 điểm: Có khả năng giao tiếp tiếng Anh rất tốt. Sử dụng gần như người bản ngữ dù tiếng Anh không phải tiếng mẹ đẻ.